# عرش الدم (فلم)
عرش الدم (باليابانية: 蜘蛛巣城) فيلم دراما تاريخي ياباني صدر عام 1957، شارك في كتابته وأخرجه أكيرا كوروساوا. ينقل الفيلم حبكة مسرحية لشكسبير بعنوان «ماكبث» من اسكتلندا في العصور الوسطى إلى اليابان الإقطاعية، مع عناصر أسلوبية مستمدة من دراما المسرح الراقص الياباني «نوه Noh». الفيلم من بطولة توشيرو ميفوني، وإيسوزو يامادا.
يحكي الفيلم، كما في المسرحية، قصة محارب يغتال الملك بإلحاح من زوجته الطموحة. كان كوروساوا من المعجبين بالمسرحية وكان يعتزم إصدار نسخته من ماكبث لعدة سنوات، ولكنه قرر تأجيلها بعد أن أصدر أورسون ويلز نسخته من ماكبث (1948). من بين التغييرات التي أجراها كانت النهاية، التي تطلبت من الرماة إطلاق السهام حول بطل الفيلم توشيرو مفيوني.
على الرغم من التغيير في المكان واللغة والعديد من الحريات الإبداعية، غالبًا ما يُعتبر «عرش الدم» أحد أفضل التعديلات السينمائية للمسرحية. فاز الفيلم بجائزتي ماينيتشي السينمائي، بما في ذلك أفضل ممثل (توشيرو مفيوني).

## قصة الفيلم
يحقق تاكيتوتي واشيزو وأحد قادته، يوشياكي ميكي، نصر كبير في ساحة المعركة، ولكنهم يجدوا أنفسهم تائهين في غابة العنكبوت التي تشبه المتاهة. لقد صادفوا عرافًا شبيهًا بالروح يخبرهم عن مستقبلهم، قائلاً ان كلاهما سوف يترقى بسبب انتصارهم في ذلك اليوم؛ وسيكون واشيزو يومًا ما هو اللورد العظيم لقلعة شبكة العنكبوت، بينما سيحكم ابن ميكي يومًا ما بصفته اللورد العظيم أيضًا. يصل تاكيتوتي ويوشياكي إلى القلعة، وهناك يعلموا أن الجزء الأول من النبوءة صحيح. لا يرغب واشيزو في أن يصبح سيدًا عظيمًا لكن زوجته الطموحة تحثه على إعادة النظر. يقوم اللورد العظيم الحالي بزيارة مفاجئة إلى موقعه العسكري، ويقوم بترقية واشيزو مرة أخرى إلى قائد طليعته لكن زوجته تذكره بالخطر الذي يصاحب هذا المنصب. مع تصاعد الضغط، يتخذ تاكيتوتي واشيزو إجراءات تؤدي إلى نهايته الحتمية.

## طاقم التمثيل
توشيرو ميفوني: في دور تاكيتوكي واشيزو
ايسوزو يامادا: في دور السيدة أساجي واشيزو
تاكاشي شيمورا: في دور نورياسو أوداجورا
أكيرا كوبو: في دور يوشيرو ميكي
هيروشي تاتشيكاوا: في دور كونيمارو تسوزوكي
مينورو شياكي: في دور يوشياكي ميكي
تاكامارو ساساكي: في دور كونيهارو تسوزوكي
جن شيميزو: في دور واشيزو ساموراي
كوكوتين كودو: في دور قائد عسكري
كيشيجيرو أويدا: في دور عامل لدى واشيزو
إيكو ميوشي: في دور امرأة عجوز في القلعة
تشيكو نانيوا: في دور شبح امرأة عجوز
بالاشتراك مع: ناكاجيرو توميتا - يو فوجيكي - ساتشيو ساكاي - شين تومو - يوشيو تسوتشيا - يوشيو إينابا - تاكيو أويكاوا - أكيرا تاني - إيكيو ساوامورا - يوتاكا سادا - سيجيرو أوندا.

## استقبال الفيلم
أشاد تقرير مجلة تايم الأمريكية في عام 1961، بكوروساوا والفيلم باعتباره "نزولًا بصريًا إلى جحيم الجشع والخرافات". كتب بوسلي كروثر في صحيفة نيويورك تايمز ووصف فكرة شكسبير باللغة اليابانية بأنها "مسلية"، وأثنى على التصوير السينمائي. ذكر معظم النقاد أن المرئيات هي التي ملأت الفجوة التي خلفتها إزالة شعر شكسبير. اعتبر المخرجون البريطانيون جيفري ريف وبيتر بروك أن الفيلم تحفة فنية، لكنهم نفوا أنه فيلم شكسبير بسبب اللغة. أشاد المؤلف دونالد ريتشي بالفيلم ووصفه بأنه "أعجوبة لأنه مصنوع من القليل جدًا: ضباب – رياح – أشجار - ضباب. حاز الفيلم على إشادة النقاد الأدبيين على الرغم من الحريات العديدة التي يتمتع بها مع المسرحية الأصلية. اعتبر الناقد الأدبي الأمريكي هارولد بلوم أن الفيلم "أنجح نسخة فيلم من ماكبث". كتب سيلفان بارنت أنه استولى على ماكبث كمحارب قوي، وأن الفيلم، وبدون القلق بشأن الإخلاص للأصل، هو مرضي أكثر من معظم أفلام شكسبير. أعطى ليونارد مالتين الفيلم أربع نجوم في دليل الأفلام لعام 2015، واصفًا إياه بأنه "تكيف قوي ومرسوم".
منح موقع الطماطم الفاسدة الفيلم تقييم مقداره 95% بناء على آراء 43 ناقد فني.

## الجوائز والتقدير
جوائز كينيما جانبو (أقدم مجلة سينمائية يابانية) 1958: فازت ايسوزو يامادا بجائزة أفضل ممثلة.
جوائز مينيشي للأفلام (جوائز سينمائية سنوية برعاية أكبر شركات الصحف اليابانية) 1957: فاز يوشيرو موراكي بجائزة أفضل تنسيق مناظر.

## وصلات خارجية
- مقالات تستعمل روابط فنية بلا صلة مع ويكي بيانات